# Andrzej Miączyński
Andrzej hrabia Miączyński (ur. 22 stycznia 1876 w maj. Stachur, zm. 24 grudnia 1937) – pułkownik łączności Wojska Polskiego, kawaler Orderu Virtuti Militari.

## Życiorys
Andrzej hrabia Miączyński urodził się 22 stycznia 1876 roku w majątku Stachur (Stachór), w gminie Maciejów ówczesnej guberni wołyńskiej, w rodzinie Franciszka Ksawerego Miączyńskiego z Miączyna i Zofii z Budryńskich. 
W kwietniu 1918 roku był młodszym oficerem kompanii telegraficznej batalionu technicznego 1 pułku inżynieryjnego. 22 stycznia 1919 roku objął dowództwo fortecznego oddziału telegrafistów w forcie Winiary ówczesnej twierdzy poznańskiej. We wrześniu 1919 roku został szefem Oddziału IIIa Łączności Sztabu Frontu Wielkopolskiego. 
11 czerwca 1920 roku został zatwierdzony z dniem 1 kwietnia 1920 roku w stopniu podpułkownika, w Wojskach Łączności, „w grupie oficerów byłych Korpusów Wschodnich i byłej armii rosyjskiej”. W tym czasie był szefem łączności 7 Armii.
1 czerwca 1921 roku pełnił służbę w batalionie zapasowym telegraficznym Nr II. Od 1921 roku był dowódcą 3 pułku łączności w Grudziądzu. 3 maja 1922 roku został zweryfikowany w stopniu pułkownika ze starszeństwem z dniem 1 czerwca 1919 roku i 2. lokatą w korpusie oficerów łączności. 12 czerwca 1923 roku został przeniesiony na stanowisko komendanta Obozu Szkolnego Wojsk Łączności w Zegrzu, pozostając oficerem nadetatowym 3 pułku łączności w Grudziądzu, a od 1924 roku oficerem nadetatowym 1 pułku łączności w Zegrzu. 26 lipca 1926 roku został przeniesiony do dyspozycji szefa Departamentu V Wojsk Technicznych Ministerstwa Spraw Wojskowych. Z dniem 30 kwietnia 1927 roku został przeniesiony w stan spoczynku. W 1934 roku pozostawał w ewidencji Powiatowej Komendy Uzupełnień Grodno. Posiadał przydział do Oficerskiej Kadry Okręgowej Nr III. Był wówczas „w dyspozycji dowódcy Okręgu Korpusu Nr III”. Zmarł 24 grudnia 1937 roku w majątku Augustówek koło Grodna. 28 grudnia 1937 roku został pochowany na cmentarzu garnizonowym w Grodnie.
Pułkownik Andrzej Miączyński był żonaty z Aleksandrą O'Brien de Laçya (1895–1987), z którą miał troje dzieci: Zofię Korczak-Komorowską (ur. 24 września 1919 roku w Poznaniu, zm. 27 stycznia 2015 roku w Warszawie), Zdzisława (1921–2008) i Krystynę (1924–2008).
Zofia Korczak-Komorowska była pielęgniarką, żołnierzem AK, uczestniczką powstania warszawskiego.

## Ordery i odznaczenia
- Krzyż Srebrny Orderu Wojskowego Virtuti Militari nr 6770 – 10 maja 1922[13]
- Krzyż Niepodległości
- Medal Pamiątkowy za Wojnę 1918-1921 „Polska Swemu Obrońcy”
- Medal Zwycięstwa („Médaille Interalliée”) – 1925[14]